# Handelsspanne
Die Handelsspanne (englisch gross margin) ist eine abgeleitete Preisgröße in der Wirtschaft, die insbesondere bei Handelsunternehmen verwendet wird. Für gehandelte Waren oder Dienstleistungen ist die Handelsspanne die Differenz aus Listenverkaufspreis und Einstandspreis im Verhältnis zum Listenverkaufspreis, üblicherweise angegeben in Prozent.

## Allgemeines
Für den Kaufmann ist die Ermittlung seines Erfolges von größter Bedeutung. Dazu muss er den Umsatzprozess als Differenz des erzielten Erlöses und der aufgewendeten Kosten verstehen. Sind die Kosten niedriger als die Erlöse, ist das Ergebnis der gewöhnlichen Geschäftstätigkeit positiv und wird als Gewinn bezeichnet. Wichtigste Voraussetzung zur Gewinnerzielung ist aus Kalkulationssicht die Handelsspanne. Die ältere betriebswirtschaftliche Fachliteratur verwandte für die Handelsspanne sehr unterschiedliche Begriffe, die von Gewinn über Bruttogewinn, Aufschlag, Bruttoaufschlag, Marge, Spanne bis Kalkulationsquote reichten. 

## Entwicklungsgeschichte
Die Fachliteratur begann ersichtlich 1931 durch Julius Hirsch mit einer breiten Diskussion über die Handelsspanne. Insbesondere nach dem Zweiten Weltkrieg beherrschte die Debatte um die Handelsspanne den gesamten Bereich der Verteilungswirtschaft. Carl Ruberg wies im Jahre 1939 darauf hin, dass preisbedingte Umsatzveränderungen sich auch auf die Handelsspanne auswirken.
Wird z. B. eine Schachtel Zündhölzer zum Einkaufspreis von 0,03 Euro gekauft und mit einer Aufschlagsspanne von 100 % kalkuliert, führt das zu einem Verkaufspreis von 0,06 Euro und einem Rohertrag von 0,03 Euro.
Seitdem die Preisbindungs-Verordnung vom 23. November 1940 erstmals im Handelsrecht von der Handelsspanne sprach, verbreitete sich der Begriff Handelsspanne schnell auch einheitlich in der Betriebswirtschaftslehre. Rudolf Seyffert, der Gründer des Kölner Instituts für Handelsforschung, stellte 1952 heraus, dass jedes Glied der Handelskette (Produzenten, Großhandel und Einzelhandel) eine eigene Handelsspanne ermittelt.
Ein grundlegendes Werk erschien 1953 als Habilitationsschrift von Edmund Sundhoff – einem Schüler Seyfferts –, der sich mit allen Aspekten der Handelsspanne auseinandersetzte. Im engen Zusammenhang zur Handelsspanne stehen seitdem Rechnungswesen, Preispolitik, Preiskalkulation und Kostenrechnung. Der Betriebswirt Erich Gutenberg wies 1955 in seinem Grundlagenwerk darauf hin, dass die Berechnungsmethoden der Handelsspanne nicht einheitlich seien und manchmal die Transportkosten von den Herstellern getragen würden und in der Handelsspanne nicht enthalten seien, während sie manchmal in die Handelsspanne eingerechnet würden. Hans-Otto Schenk machte 1991 darauf aufmerksam, dass im Handel weder zwischen Gewinn (Betriebsergebnis) und (Betriebs-)Handelsspanne noch zwischen Gewinn und Handlungskosten eine Korrelation besteht.

## Berechnung
In absoluten Werten (absolute Betragsspanne) ist die Handelsspanne mit dem Rohertrag identisch:
```
   
Umsatzerlöse

   - 
Wareneinsatz

   = 
Rohertrag
```

Die Differenz zwischen Erlösen und Wareneinsatz ist der Rohertrag, der die Handlungskosten, die Kosten für Warenverluste (Verderb, Schwund, Diebstahl) und den zu erzielenden Gewinn decken soll. In die Handelsspanne gehen weder die Vorsteuer (des Wareneinsatzes) noch die Mehrwertsteuer (des Listenpreises) ein, es gelten die Netto-Preise.
Die Handelsspanne als Verhältniszahl – üblicherweise in Prozent angegeben – stellt den Unterschiedsbetrag zwischen Verkaufspreis und Einstandspreis zum Verkaufspreis ins Verhältnis: 
{\displaystyle {\text{Handelsspanne}}={\frac {{\text{Nettoverkaufspreis}}-{\text{Einstandspreis}}}{\text{Nettoverkaufspreis}}}}
Steigt der Einkaufspreis bei konstant bleibendem Verkaufspreis, sinkt die Handelsspanne und umgekehrt. Um die Handelsspanne konstant zu halten, muss der Verkaufspreis entsprechend erhöht werden. Hierzu verwendet man den Kalkulationszuschlag als prozentualen Aufschlag auf den Einstandspreis, um den Listenverkaufspreis zu errechnen:  
{\displaystyle {\text{Kalkulationszuschlag}}={\frac {{\text{Nettoverkaufspreis}}-{\text{Einstandspreis}}}{\text{Einstandspreis}}}}
Die Handelsspanne ist das Komplement zur Wareneinsatzquote. Liegt beispielsweise der Wareneinsatz bei 400.000 € und der Umsatz bei 1.000.000 €, so beträgt die Wareneinsatzquote 40 %, die Handelsspanne entsprechend 60 %.

## Arten
Eine Systematisierung aller möglichen Handelsspannen bietet Edmund Sundhoff an. Die Berechnungsform kennt die Betragsspannen (absolute Spannen) und die Prozentspannen (relative Spannen). Nach der Berechnungsweise gibt es den Handelsaufschlag (Aufschlagskalkulation, Aufschlagsspanne) und Handelsabschlag (Abschlagskalkulation, Abschlagsspanne). Die Aufschlagsspanne errechnet sich wie folgt:
{\displaystyle {\text{Aufschlagsspanne}}={\frac {{\text{Nettoverkaufspreis}}-{\text{Einstandspreis}}}{\text{Einstandspreis}}}}
Bei der Kalkulation ist ein kalkulatorischer Gewinnanteil zu berücksichtigen, bestehend aus
- dem kalkulatorischen Unternehmerlohn (für den Arbeitseinsatz des Unternehmers),
- den kalkulatorischen Zinsen (für das betriebsnotwendige Kapital) und ggf.
- der kalkulatorischen Wagnisprämie (für die risikoreichere Anlage des eingesetzten Kapitals im Unternehmen statt als Finanzprodukt)

Bei der Abschlagsspanne werden die Umsatzerlöse berücksichtigt:
{\displaystyle {\text{Abschlagsspanne}}={\frac {{\text{Nettoverkaufspreis}}-{\text{Einstandspreis}}}{\text{Nettoverkaufspreis}}}}
Beide Spannen unterscheiden sich lediglich im Nenner, wo bei der Aufschlagsspanne der Einstandspreis und bei der Abschlagsspanne der Nettoverkaufspreis zugrunde zu legen ist.
Als realisierte Handelsspanne (Ist-Spanne, Abschlagsspanne oder Abschlagssatz) stellt sie das Entgelt für die vom Handel erbrachte Leistung dar, als noch nicht realisierte, geplante Handelsspanne (Soll-Spanne, Aufschlagsspanne) stellt sie den Aufschlagssatz der Kalkulation dar.
{\displaystyle {\text{Handelsspanne}}={\frac {\text{Handlungskosten}}{\text{Nettoverkaufspreis}}}}
Die Handelsspanne ergibt sich letztlich, indem die Handlungskosten dem Nettoverkaufspreis gegenübergestellt werden.

## Betriebswirtschaftliche Aspekte
Aufgabe der Preispolitik von Handelsunternehmen ist es, für die angebotenen Leistungen einen adäquaten Verkaufspreis zu finden. Dazu dient die Handelsspanne als Entgelt für die vom Handel übernommene Distributionsfunktion. Handelsspannen sind als echte Spannen Preisdifferenzen, die ihre Ursache in der Erfüllung von Handelsfunktionen haben. In Handelsunternehmen wird sie im Rahmen der operativen Preispolitik häufig vorgegeben und in Form der Aufschlagskalkulation zur Ermittlung der Artikel-Verkaufspreise verwendet. Im deutschen Lebensmitteleinzelhandel erfolgt zu 95 % die Preisfestsetzung über Kalkulationszuschläge.
Die Aufschlagsspanne ist nur eine Mindest- oder Orientierungsgröße für die Preisfindung. Lässt es die Nachfrage zu, kann versucht werden, eine höhere Handelsspanne zu realisieren (Abschöpfungsstrategie). Lässt der Markt, etwa wegen niedrigerer Konkurrenzpreise oder rückläufiger Nachfrage, eine Realisierung der geplanten Handelsspanne nicht zu, wird eine bewusste Unterbietungsstrategie angestrebt (im Extremfall „Kampfpreise“) oder ist ein Sonderangebot geplant, muss der Verkaufspreis gesenkt werden, unter Umständen unter den Einstandspreis. Die damit verbundenen Einbußen beim Rohertrag müssen möglichst über Einsparungen bei den Handlungskosten oder über einen höheren Lagerumschlag kompensiert werden. Eine Senkung einzelner Handlungskosten, zum Beispiel der Personalkosten, führt jedoch nicht automatisch zu einer Verbesserung der betrieblichen Ertragslage, sondern lediglich tendenziell zu einer Verbesserung des Gewinnanteils an der Handelsspanne des betreffenden Artikels.
Handelsspannen können in der Kalkulation (ex ante) und in der Erfolgsermittlung (ex post) auf beliebige Objekte bezogen sein, etwa als einzelne Stückspanne oder als durchschnittliche Sorten-, Artikel-, Warengruppen-, Abteilungs-, Filial- oder Betriebshandelsspanne. Gewinne als Überschuss sämtlicher Erlöse über sämtliche Kosten können im Handel nur ex post und nur für das gesamte Unternehmen ermittelt werden. Anders als Spannen können Gewinne je Stück, Sorte, Artikel oder andere Sortimentsteile jedoch nicht ermittelt werden; denn eine sachlich und zeitlich exakte, verursachungsgerechte Zurechnung aller Kostenanteile auf die jeweilige Spanne ist nicht möglich. Allenfalls ist für größere Sortimentsteile die Berechnung von Deckungsbeiträgen möglich, und zwar durch Abzug anteiliger Handlungskosten von der entsprechenden Handelsspanne.
Für das Handelsmanagement, namentlich für das Handelscontrolling, ist die permanente Überwachung sämtlicher Handelsspannen bzw. Roherträge als Maßnahme des taktischen Handelsmarketings von größter Bedeutung. Der zeitliche und räumliche (inner- und zwischenbetriebliche) Vergleich von Handelsspannen und vor allem von spannenbezogenen Kennzahlen, die durch die Verknüpfung von Handelsspannen mit kosten- und/oder ertragsbezogenen Größen (Personal, Flächeninanspruchnahme, Umschlagshäufigkeit, Zinsbelastung, Boni usw.) gebildet werden, gibt dem modernen Handelsmanagement ein exzellentes Steuerungsinstrument an die Hand. Beispielsweise können die im Warenwirtschaftssystem erfassten Spannen und Lagerumschlagshäufigkeiten für jede Sorte zu einer Kennzahl kombiniert werden. Diese kann wiederum mit anderen Daten verknüpft werden, etwa den Personalarbeitsstunden oder der in Anspruch genommenen Präsentationsfläche. Derart verfeinerte Führungskennzahlen lassen sich in Rangfolgen auflisten und können als wertvolle Entscheidungsgrundlage dienen, z. B. für den Wareneinkauf, für die Kalkulation, für die Flächenzuweisung und die Platzierung, für Sonderaktionen, unter Umständen auch für eine Auslistung. 
Außerhalb des Handels erfüllen die Gewinnspanne und die Marge insbesondere in der Industrie und im Dienstleistungssektor denselben Zweck wie die Handelsspanne, denn es handelt sich um betriebswirtschaftliche Kennzahlen, die den Bruttogewinn im Verhältnis zu einem Bezugswert (Leistung, Herstellkosten) darstellen.

## Handelsspannen im Einzelhandel
Im Jahre 2013 gab es im deutschen Einzelhandel folgende Handelsspannen: Heimtextilien-Fachhandel 47,3 %, Parfümerien 45,4 %, Schuhe 39,2 %, Glas/Keramik/Porzellan 39 %, Papier-/Bürobedarf/Schreibwaren 35 %, Möbelhandel 36,8 %, Sportartikel/Camping 32 %, Bucheinzelhandel 31,7 %, Spielwaren 31 %, Elektronik 30,5 % oder Apothekenfachhandel 25,2 %.